# 대형 트럭
대형 트럭은 준대형 트럭보다는 큰 트럭을 의미한다. 트럭을 떠오르는 동호인들에게는 이게 어울리며, 덤프 트럭 또는 레미콘이나 특장차, 탑차 등등이 대부분이다.

## 특징
주로 영업용으로 운용된다. 너무 커서 자가용이나 개인용으로 쓰는 경우는 거의 없으며, 폭도 3m 가까이 되기 때문에 좁은 도로에서는 운행이 불가능하다.

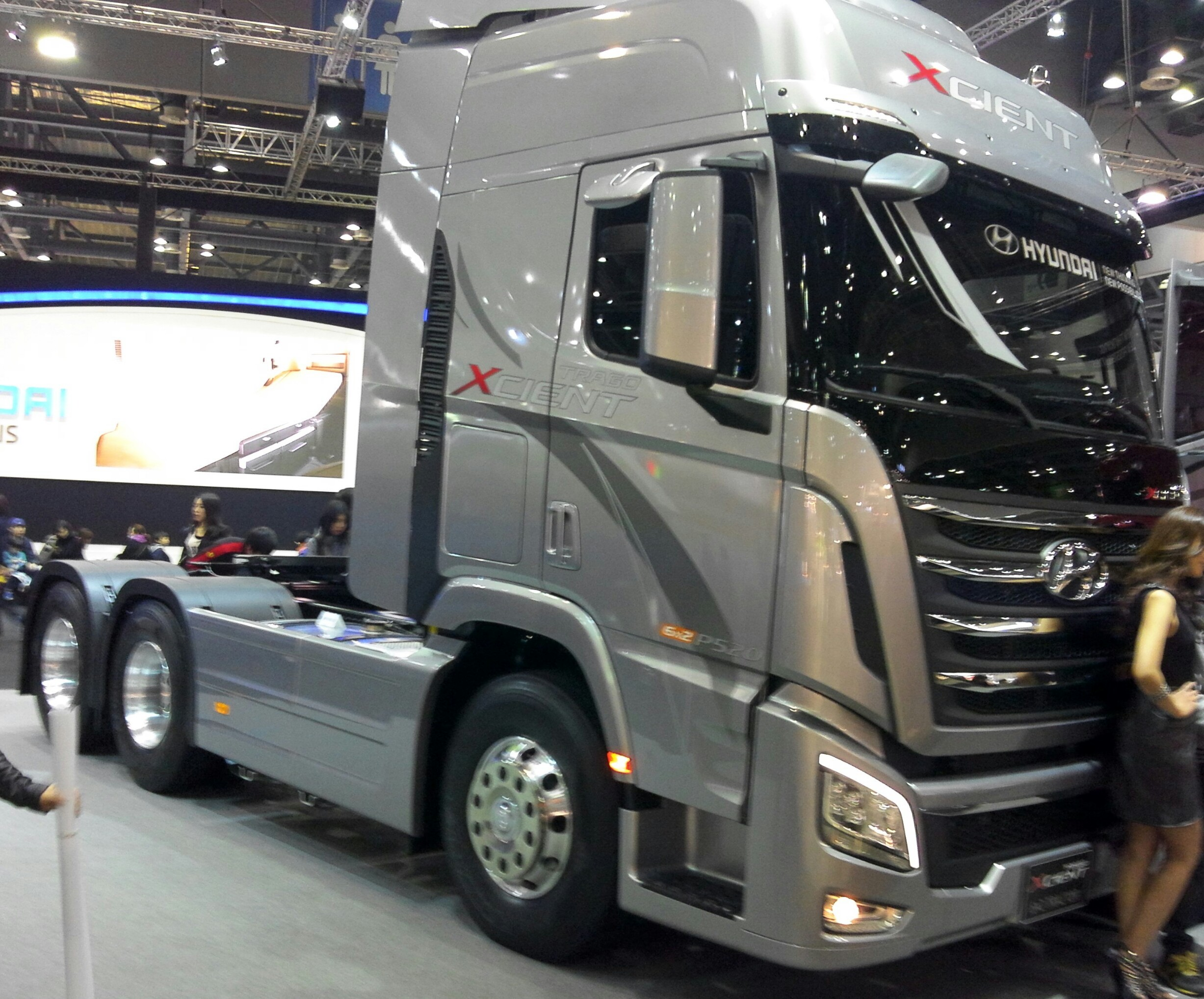
현대 엑시언트

## 시판 차량
- 현대 엑시언트
- 타타대우 맥쎈

## 단종 차량
- 기아 그랜토
- 기아 AM트럭
- 기아 KB트럭
- 삼성 SM트럭
- 쌍용 SY트럭
- 쌍용 DA트럭
- 현대 슈퍼트럭
- 현대 대형트럭
- 현대 트라고
- 포드 D시리즈
- 대우 대형트럭
- 대우 차세대 트럭
- 신진 대형트럭
- 타타대우 노부스
- 타타대우 프리마